# The Serenity of Suffering
The Serenity of Suffering è il dodicesimo album in studio del gruppo musicale statunitense Korn, pubblicato il 21 ottobre 2016 dalla Roadrunner Records.

## Descrizione
Prima pubblicazione del gruppo dopo il ritorno con la Roadunner Records, etichetta con la quale avevano pubblicato Korn III: Remember Who You Are (2010) e The Path of Totality (2011), l'album è stato prodotto da Nick Raskulinecz e si compone di 11 brani, tra cui uno registrato in collaborazione con Corey Taylor, frontman degli Slipknot e degli Stone Sour.
Per promuovere l'uscita dell'album i Korn hanno pubblicato quattro brani prima della sua pubblicazione. Il primo di essi, Rotting in Vain, è stato reso disponibile a partire dal 22 luglio, data in cui è stato presentato anche il videoclip, mentre il 22 agosto è stato pubblicato in anteprima su Loudwire il videoclip per il brano d'apertura Insane, diretto da Ryan Valdez. Il 29 settembre è stato pubblicato attraverso il canale YouTube dei Korn l'audio di A Different World, seguito da un videoclip animato il 5 ottobre. Il quarto ed ultimo brano, Take Me, è stato reso disponibile per l'ascolto dal gruppo a partire dall'11 ottobre. Il 26 dello stesso mese è stato presentato il relativo videoclip sul sito Blabbermouth.net, mentre il 1º novembre è stato pubblicato come secondo singolo dall'album.
Il 7 giugno 2017 il gruppo ha pubblicato il videoclip del terzo singolo Black Is the Soul attraverso il proprio canale YouTube.

## Tracce
Testi e musiche di Korn.
1. Insane – 3:50
2. Rotting in Vain – 3:33
3. Black Is the Soul – 4:01
4. The Hating – 4:22
5. A Different World (feat. Corey Taylor) – 3:20
6. Take Me – 3:00
7. Everything Falls Apart – 4:17
8. Die Yet Another Night – 4:28
9. When You're Not There – 3:24
10. Next in Line – 3:28
11. Please Come for Me – 2:53

Tracce bonus nell'edizione deluxe
1. Baby – 4:55
2. Calling Me Too Soon – 3:23

Tracce bonus nell'edizione giapponese
1. Out of You – 3:19

## Formazione
Gruppo
- Jonathan Davis – voce
- James "Munky" Shaffer – chitarra
- Brian "Head" Welch – chitarra
- Reginald "Fieldy" Arvizu – basso
- Ray Luzier – batteria

Altri musicisti
- Jules Venturini – programmazione
- Nick "Sluggo" Suddarth – programmazione
- Rick Norris – programmazione aggiuntiva
- Justin Warfield – arrangiamenti vocali aggiuntivi
- Corey Taylor – voce aggiuntiva (traccia 5)
- C-Minus – giradischi aggiuntivo (tracce 1, 5 e 10)
- Zac Baird – tastiera (traccia 6)

Produzione
- Nick Raskulinecz – produzione
- Josh Wilbur – missaggio, mastering
- Nathan Yarborough – ingegneria del suono
- Chris Collier – ingegneria del suono aggiuntiva
- Paul Suarez – assistenza al missaggio

## Classifiche
| Classifica (2016)          | Posizione massima |
| -------------------------- | ----------------- |
| Australia                  | 5                 |
| Austria                    | 6                 |
| Belgio (Fiandre)           | 16                |
| Belgio (Vallonia)          | 14                |
| Canada                     | 7                 |
| Finlandia                  | 8                 |
| Francia                    | 20                |
| Germania                   | 3                 |
| Italia                     | 15                |
| Nuova Zelanda              | 9                 |
| Paesi Bassi                | 27                |
| Portogallo                 | 42                |
| Regno Unito                | 9                 |
| Regno Unito (rock & metal) | 1                 |
| Spagna                     | 11                |
| Stati Uniti                | 4                 |
| Stati Uniti (alternative)  | 1                 |
| Stati Uniti (hard rock)    | 1                 |
| Stati Uniti (rock)         | 1                 |
| Stati Uniti (tastemaker)   | 4                 |
| Svezia                     | 23                |
| Svizzera                   | 6                 |